# スパータンバーグ (サウスカロライナ州)
スパータンバーグ（Spartanburg）は、アメリカ合衆国サウスカロライナ州北西部の都市。スパータンバーグ郡の郡庁所在地である。人口は3万8732人（2020年）。グリーンビルの東45kmに位置し、同市と共に「アップステート・サウスカロライナ」と呼ばれる、州北西部の丘陵地帯10郡にまたがる地域の主要都市の1つ。
19世紀には綿紡績・織物産業が発展し、Lowell of the South（南部のローウェル）と呼ばれた。加えて、19世紀後期には鉄道交通の要衝として栄え、Hub City（交通結節点の街）と呼ばれた。1950年代には、地元出身の10代の少年4人がジョー・ベネット・アンド・ザ・スパークルトーンズというロカビリーのグループを結成してBlack Slacksなどのヒット曲を生み、スパータンバーグをSparkle City（きらめきの街）と呼ばせしめた。
また、レストランチェーンのデニーズはスパータンバーグのダウンタウンに本社を置いている。

## 歴史
ヨーロッパ人の入植以前には、この一帯は東に住むカトーバ族と西に住むチェロキー族の狩場であった。この地への初期のヨーロッパ人入植者はフランス人の兵士、イングランド人の木こりや、スコットランド人・アイルランド人の農民であった。やがて1780年代、この地に村が創られ、サウスカロライナ植民地軍のスパルタン連隊からその名を取ってスパータンバーグと名付けられた。スパータンバーグは1831年に、町として正式に法人化された。
スパータンバーグおよびその周辺における綿の紡績・織物産業は1810年代にはすでに興っていたが、初期の綿紡績・織物産業の発展は緩やかなもので、1850年代にはわずか5軒の工場が稼働し、100人強が従事していただけの小規模な産業であった。しかし、南北戦争と終戦後のレコンストラクションの後、1880年代に入ると、この地の綿紡績・織物産業は飛躍的な発展を遂げた。1900年には、スパータンバーグ郡内では400,000台の紡績機と2,000台の織機が日夜稼働し、当時繊維産業の全米的な中心地であったマサチューセッツ州ローウェルに喩えられて「南部のローウェル」と呼ばれた。
二度の世界大戦時には、スパータンバーグには新兵の訓練施設が置かれた。第二次世界大戦が終わると、賃金水準の上昇や自動車保有者の増加で、周辺の綿紡績・織物工場の労働者は街へ出るようになり、それまでスパータンバーグおよびその周辺の地域経済を支えてきた綿紡績・織物産業は下火になっていった。代わって1970年代以降、スパータンバーグを含むアップステート・サウスカロライナには国際的に事業を展開する企業が拠点を置くようになった。
1991年には、デニーズが本社をカリフォルニア州アーバインからスパータンバーグに移した。1994年には、西郊にBMWのスパータンバーグ工場が誘致され、操業を開始した。

## 地理

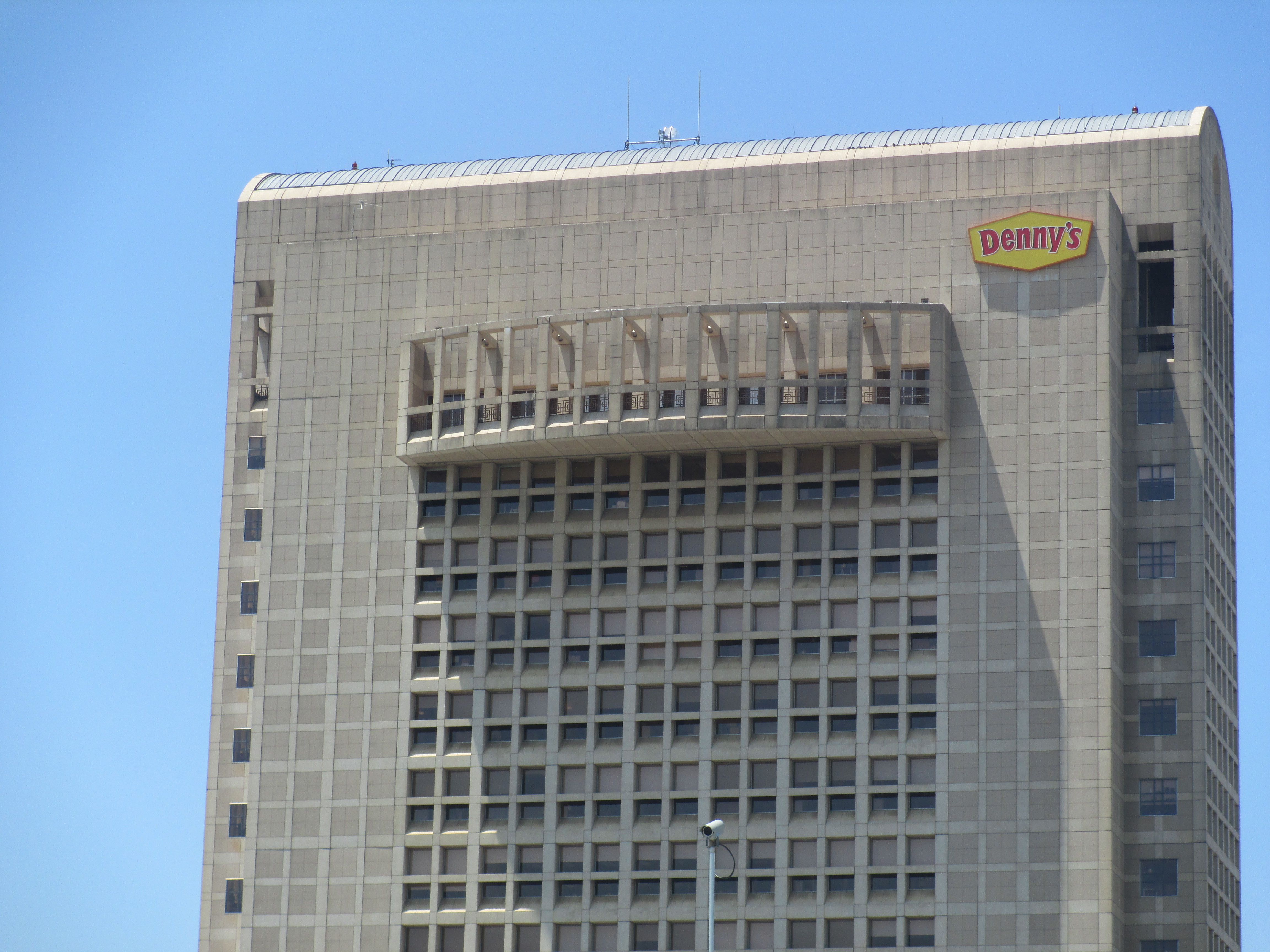
デニーズ本社ビル

スパータンバーグは北緯34度56分48秒 西経81度55分39秒 / 北緯34.94667度 西経81.92750度に位置している。グリーンビルからは東へ約45km、州都コロンビアからは北北西へ約150km、ノースカロライナ州アシュビルからは南東へ約110km、シャーロットからは西南西へ約120kmである。市域はアパラチア山脈の東麓、ピードモント台地上に広がっている。市の標高は246mである。
アメリカ合衆国国勢調査局によると、スパータンバーグ市は総面積49.7km2（19.2mi2）である。そのうち49.4km2（19.1mi2）が陸地で0.3km2（0.1mi2）が水域である。総面積の0.47%が水域となっている。
スパータンバーグの気候は、四季がはっきりしており、蒸し暑い夏、概ね温暖なものの時折寒くなる冬、および過ごしやすい春と秋に特徴付けられる。ケッペンの気候区分では、スパータンバーグはアメリカ合衆国東海岸や南部に広く分布している温暖湿潤気候（Cfa）に属する。気候の詳細についてはグリーンビル (サウスカロライナ州)#気候も参照のこと。
スパータンバーグのダウンタウンの通りは比較的整然と区画されている。東西に通る街路はチャーチ・ストリートを境にW（西）とE（東）に分かれている。南北に通る街路はメイン・ストリートを境にN（北）とS（南）に分かれている。ダウンタウンのほぼ中央に建つデニーズ本社ビルは18階建て、高さ76.2mで、スパータンバーグでは最も高いビルである。

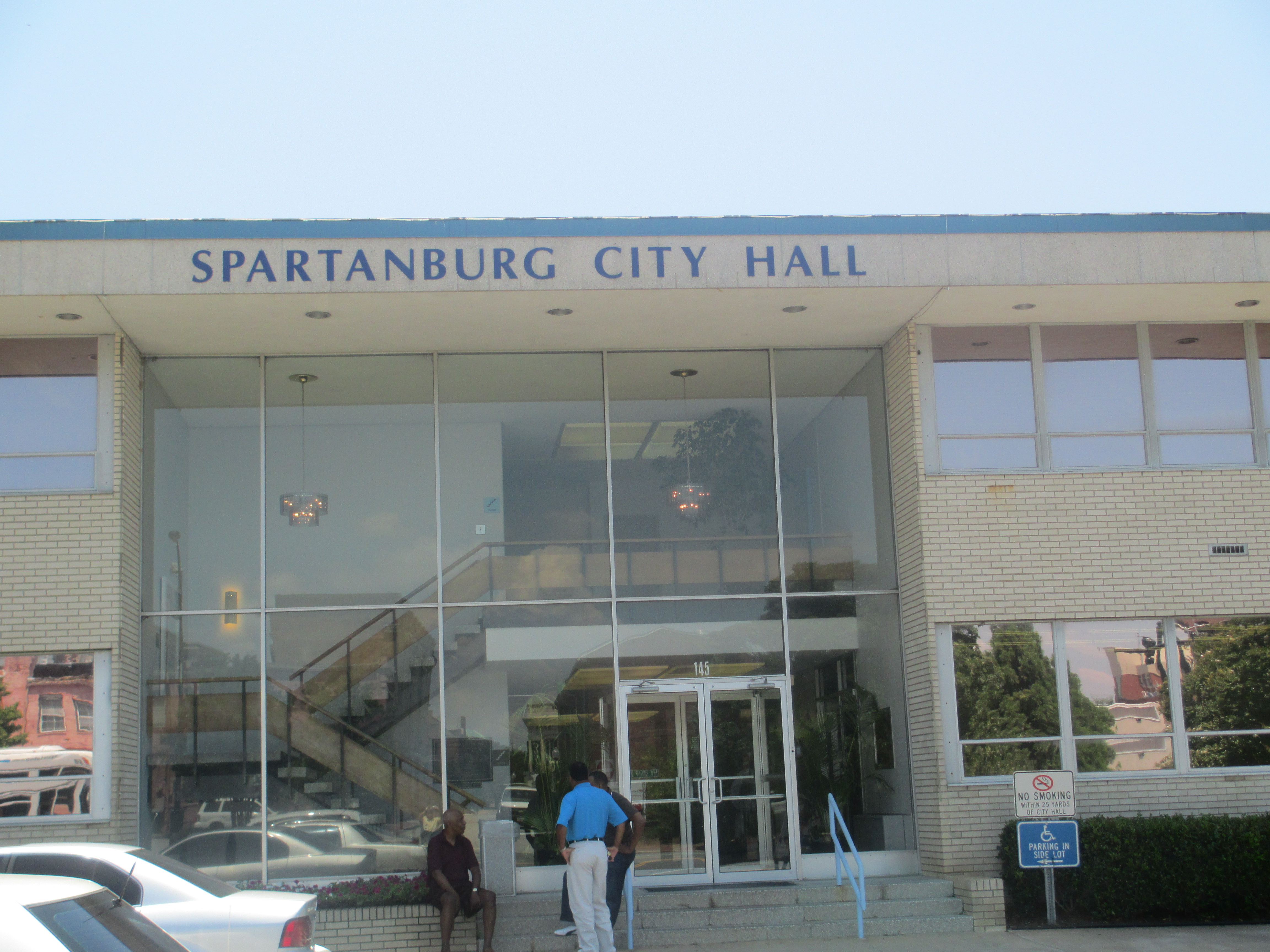
スパータンバーグ市庁舎

## 政治
スパータンバーグはシティー・マネージャー制を採っている。シティー・マネージャーは市長および市議会の任命によって就任し、市政府の日常業務の管理や、市政府の採択した政策の実行に責任を負う。
市の立法機関である市議会は市長および6人の市議員から成っている。市長には拒否権はなく、採決にあたっては市議員と同様に1票を持つ。市議員は市を6つに分けた選挙区から各1人ずつが選出される。市長は全市から選出される。市長・市議員とも、その任期は4年である。

## 交通
スパータンバーグを含むアップステート・サウスカロライナの玄関口となる商業空港は、市の中心部から西へ約30km、スパータンバーグとグリーンビルのほぼ中間に立地するグリーンビル・スパータンバーグ国際空港（IATA: GSP）である。同空港には3大航空会社（デルタ航空・ユナイテッド航空・アメリカン航空）の各ハブ空港からの便が就航しているほか、アレジアントエアによるフロリダ方面への便も発着している。スパータンバーグ市内にも、ダウンタウンの南西約5.5kmにスパータンバーグ・ダウンタウン・メモリアル空港（IATA: SPA）があるが、こちらはゼネラル・アビエーションと呼ばれる、自家用機やチャーター機、ビジネスジェットの発着が主になっている、規模の小さい空港である。

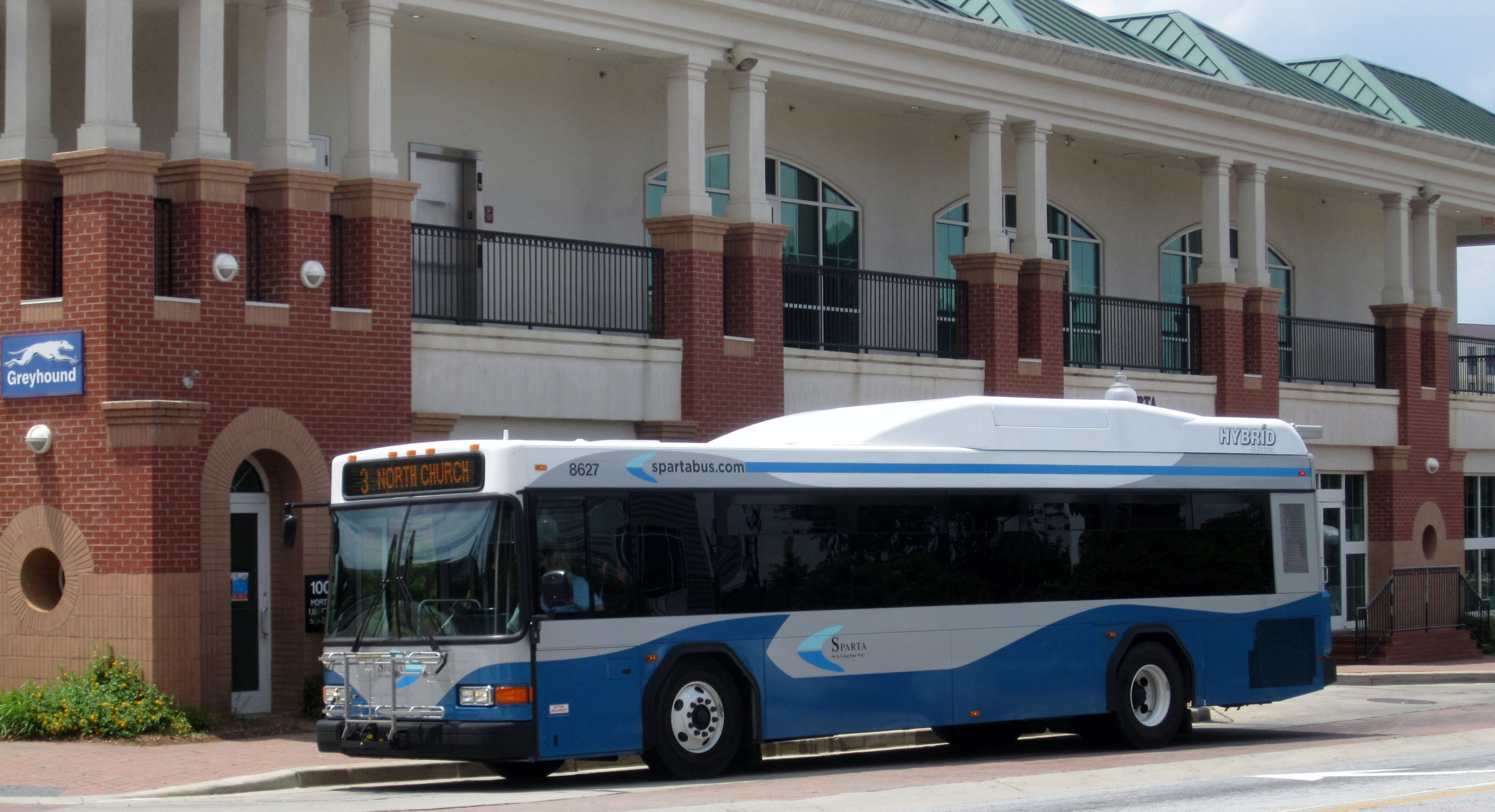
パッセンジャー・センターを出発するSPARTAのバス

市の北西では州間高速道路85号線と州間高速道路26号線の2本の州間高速道路が交わる。市の北を北東-南西に通るI-85はピードモント台地を貫く幹線で、北へはリッチモンドやシャーロットへ、南へはアトランタやモントゴメリーへと通じている。I-85本線の1-3km南には、I-85の旧道である通勤別線が通っている。I-85の支線であるI-585は市の北部からこの通勤別線を交差し、ダウンタウンの北へと通ずるもので、I-85本線・通勤別線とダウンタウンとを結ぶ役割を果たしている。I-26は州都コロンビアや、州きっての港湾都市チャールストンへと通じ、州内の3大都市圏を結ぶ、サウスカロライナ州にとっては重要度の高い高速道路である。また、I-26はアシュビルで、大陸を横断する幹線であるI-40にも交わる。
アムトラックの駅はダウンタウンの北、ウォフォード大学のキャンパスの近くに立地している。この駅には、ピードモント台地を貫いてニューヨークとニューオーリンズを結ぶクレセント号が北行、南行とも1日1便停車する。
市内の公共交通機関としては、スパータンバーグ地域交通局（SPARTA）の路線バスが主となっている。この路線バス網はダウンタウンのパッセンジャー・センターから放射状に延びる8系統を有し、市内および周辺をカバーしている。このパッセンジャー・センターはグレイハウンドのバスターミナルも兼ねている。

## 教育
ウォフォード大学はダウンタウンの北に170エーカー（688,000m2）のキャンパスを構えている。同学は1854年に創立したメソジスト系の私立リベラル・アーツ・カレッジで、25の専攻プログラムを提供し、約1,500人の学生を抱え、学生対教授の比は11:1という少数精鋭性の教育を行っている。USニューズ&ワールド・レポート誌では、同学は全米のリベラル・アーツ・カレッジの中で60位前後の評価を受けており、アップステート・サウスカロライナではグリーンビルに立地するファーマン大学と双璧をなしている。同学のスポーツチーム、テリアズはNCAAディビジョンI（フットボールはチャンピオンシップ・サブディビジョン/旧I-AA）に属し、スパータンバーグに本部を置くサザン・カンファレンスに所属し、男子9種目、女子8種目で競っている。
ダウンタウンの東にはコンバース女子大学がキャンパスを構える。同学は学部生が女子のみで、その数も約750人の小規模な大学であるが、教養・芸術・教育の3学部を有している。また、教育学部には修士の学位を授与する、男女共学の大学院も併設されている。同学は南部の「地方区の大学」の中で20位以内に入る評価を受けている。
サウスカロライナ大学アップステート校は市の北西部、I-585沿いに立地している。同学はコロンビアに本部を置くサウスカロライナ大学システムの一角をなす州立総合大学で、教養・経営・看護・教育の4学部を有し、約5,500人の学生を抱えている。同学は南部の「地方区の大学」の中で25位以内に入る評価を受けている。
スパータンバーグにおけるK-12課程はスパータンバーグ郡公立学校システムの管轄下にある公立学校によって主に支えられている。同学区は7つの地区に分かれており、スパータンバーグ市域の大部分は第7地区に属している。第7地区は早期幼児教育校（0-4歳）1校、小学校7校、中学校2校、高校1校を有し、約7,200人の児童・生徒を抱えている。

## 文化
ダウンタウンに立地するチャップマン文化センターはスパータンバーグの様々な文化施設を1ヶ所に集めた、文字通り文化の中心である。同センター内にはスパータンバーグ美術館、スパータンバーグ地域歴史博物館、スパータンバーグ科学センターの3つの美術館・博物館、およびデイビッド・リード劇場が立地している。
スパータンバーグ美術館はロバート・ヘンリーの「赤い髪の少女」をはじめ、400点以上の絵画・彫刻作品を常設展示している。また、同館は工房を持っており、陶芸や絵画、写真などの芸術教室を開いている。
スパータンバーグ地域歴史博物館は、16世紀のスペイン人探検家フアン・パルドによる探検から20世紀後期までの、スパータンバーグおよび周辺地域の歴史に関する事物を展示している。中でも同館が特に力を入れているのは、スパータンバーグにおける綿紡績・織物産業を中心とした産業史と、独立戦争から2度の世界大戦における新兵訓練所に至るまでの軍事史に関する事物である。また、特別展では黒人史や女性史に関する事物も展示している。
スパータンバーグ科学センターは、自然科学の各分野の事物を4つのテーマに分けて展示し、実際に体験させることで、訪問者に自然科学の広範な分野を学ぶ機会を与えている。My Bodyでは人体と健康に関する事物を展示している。My Garageではワークショップ形式で物理学の基礎に触れさせている。My Backyardは生命科学を扱ったゾーンで、地域の動植物を飼育・栽培し、生態系を再現している。そしてMy Neighborhoodでは地球科学に関する事物を展示している。
デイビッド・リード劇場はチャップマン文化センターの中心に立地する劇場で、500席を有している。バレエ・スパータンバーグはこのデイビッド・リード劇場を本拠地としている。また、バレエ・スパータンバーグはスパータンバーグ・ダンス・センターというバレエ教室も開いており、このバレエ教室もチャップマン文化センターの中に立地している。

## 人口推移
スパータンバーグ都市圏はスパータンバーグ郡1郡のみで成っている。グリーンビル・スパータンバーグ・アンダーソン広域都市圏全体の人口についてはグリーンビル (サウスカロライナ州)#都市圏人口を参照のこと。
以下にスパータンバーグ市における1850年から2010年までの市域人口の推移をグラフおよび表で示す。
| 統計年 | 人口     |
| ------ | -------- |
| 1850年 | 1,176人  |
| 1860年 | 1,216人  |
| 1870年 | 1,080人  |
| 1880年 | 3,253人  |
| 1890年 | 5,544人  |
| 1900年 | 11,395人 |
| 1910年 | 17,517人 |
| 1920年 | 22,638人 |
| 1930年 | 28,723人 |
| 1940年 | 32,249人 |
| 1950年 | 36,795人 |
| 1960年 | 44,352人 |
| 1970年 | 44,546人 |
| 1980年 | 43,826人 |
| 1990年 | 43,467人 |
| 2000年 | 39,673人 |
| 2010年 | 37,013人 |

## 註
1. 1 2 3 4  Thoms, Susan. Archive). Spartanburg Public Library, 2004年. 2013年6月23日閲覧.
2. ↑  “Quickfacts.census.gov”. 2023年12月25日閲覧。
3. 1 2  "The Lowell of the South: Spartanburg and Its Great Cluster of Cotton Mills" (archive). The New York Times. 1900年1月28日. 2013年6月23日閲覧.
4. ↑  SC City Nicknames Guide. SCIWAY. 2013年6月23日閲覧.
5. ↑  History. Denny's. 2013年6月25日閲覧.
6. ↑  Production Overview. BMW US Manufacturing. 2013年6月25日閲覧.
7. ↑  203 East Main Street. Emporis. 2013年6月18日閲覧.
8. ↑  City Manager's Office. City of Spartanburg. 2013年6月18日閲覧.
9. ↑  City Council. City of Spartanburg. 2013年6月18日閲覧.
10. ↑  Greenville Spartanburg Int'l. (Form 5010) Airport Master Record. Federal Aviation Administration. 2013年5月2日. 2013年6月8日閲覧.
11. ↑  Flight Schedule. GSP International Airport. 2013年6月8日閲覧.
12. ↑  Spartanburg Downtown Memorial. (Form 5010) Airport Master Record. Federal Aviation Administration. 2013年5月2日. 2013年6月16日閲覧.
13. ↑  Crescent. Amtrak. 2013年1月14日. 2013年6月8日閲覧.
14. ↑  SPARTA System Map. Spartanburg Area Regional Transit Authority. 2013年6月16日閲覧.
15. ↑  Spartanburg, SC. Greyhound. 2013年6月16日閲覧.
16. 1 2  Wofford College Fast Facts. Wofford College. 2013年6月19日閲覧.
17. ↑  Best Colleges 2013: National Liberal Arts College Rankings. p.7. U.S. News & World Report. 2012年. 2013年6月9日閲覧.
2013年版（2012年発行）では63位であった。
18. ↑  Academics. Converse College. 2013年6月19日閲覧.
19. ↑  Best Colleges 2013: Regional University South Rankings. p.2. U.S. News & World Report. 2012年. 2013年6月19日閲覧.
2013年版（2012年発行）では17位であった。
20. ↑  USC Upstate Fast Facts. University of South Carolina Upstate. 2013年6月19日閲覧.
21. ↑  Best Colleges 2013: Regional University South Rankings. p.3. U.S. News & World Report. 2012年. 2013年7月13日閲覧.
2013年版（2012年発行）では23位であった。
22. ↑  Reports & Statistics. District 7, Spartanburg County School System. 2013年6月19日閲覧.
23. 1 2  Overview. Chapman Cultural Center. 2013年6月30日閲覧.
24. ↑  SAM Art Gallery. Chapman Cultural Center. 2013年6月30日閲覧.
25. ↑  Spartanburg Art Museum Art Studio. Chapman Cultural Center. 2013年6月30日閲覧.
26. ↑  Regional History Museum. Chapman Cultural Center. 2013年6月30日閲覧.
27. ↑  Spartanburg Science Center. Chapman Cultural Center. 2013年6月30日閲覧.
28. ↑  David Reid Theatre. Chapman Cultural Center. 2013年6月30日閲覧.
29. ↑  Spartanburg Dance Center. Chapman Cultural Center. 2013年6月30日閲覧.
30. ↑  Census of Population and Housing: 1790-2010. U.S. Census Bureau.

## 推奨文献
- Cooper, Peter. Hub City Music Makers. Spartanburg, S.C.: Holocene Publishing. 1997年. ISBN 0-9638731-9-9.
- Landrum, J.B.O. History of Spartanburg County. 1900年.
- Racine, Philip N. Seeing Spartanburg. Spartanburg, S.C.: Hub City Writers Project. 1999年. ISBN 1-891885-10-3.
- Teter, Betsy Wakefield (Ed.) Textile Town: Spartanburg, South Carolina. p.346. Spartanburg, S.C.: Hub City Writers Project. 2002年. ISBN 1-891885-28-6.
- WPA. History of Spartanburg County. 1939年.